# 聶焱庠
聶焱庠，臺灣合唱聲樂家，歷任財團法人拉縴人文化藝術基金會董事、前藝術總監、拉縴人男聲合唱團前指揮、臺北市立成功高級中學男聲合唱團前任指揮、真理大學音樂應用學系合唱團前任指揮、天主教光仁高級中學合唱團前任指揮。其曾於2015年擔任「世界青少年合唱節-香港」評審委員。現在於University of Southern California就讀Choral Conducting。

## 獲獎記錄
- 2011年：「第六屆哈莫尼音樂節」最佳藝術指揮成就獎
- 2013年：「第九屆釜山國際合唱節」最佳指揮獎

## 資料來源
- https://web.archive.org/web/20171015202227/http://www.new7.com.tw/coverStory/CoverView.aspx?NUM=1268&i=TXT20140317151010GLB
- http://www.appledaily.com.tw/realtimenews/article/new/20131020/278098/ （页面存档备份，存于）
- http://www.tmccaf.org.tw/about.php?id=1 （页面存档备份，存于）
- http://www.hktreblechoir.com/wyccf/zh-tc/adjudicators/ （页面存档备份，存于）
- http://www.epochtimes.com/b5/13/10/20/n3990886.htm （页面存档备份，存于）
- https://www.rti.org.tw/news/view/id/2049934 （页面存档备份，存于）
- https://www.cna.com.tw/news/ahel/202001310361.aspx （页面存档备份，存于）